# Tre Pievi

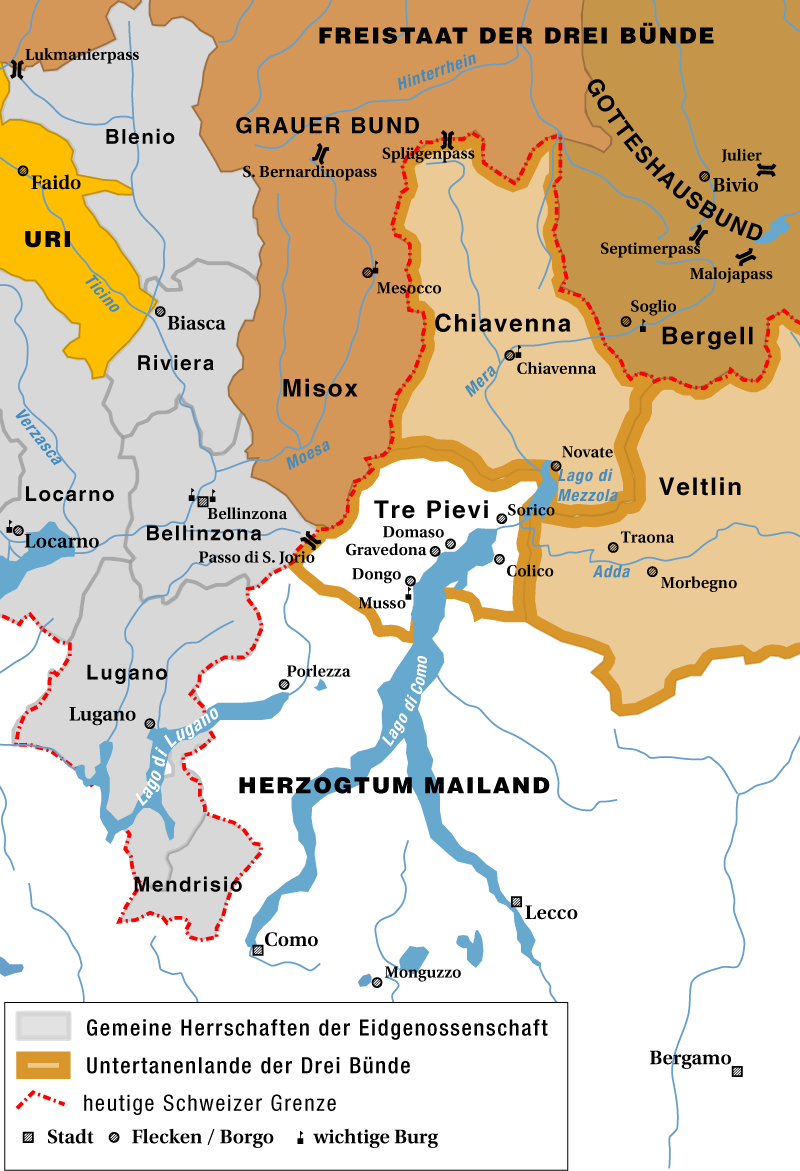
De Tre Pievi in het midden, tussen de Drie Bonden en het hertogdom Milaan

De Tre Pievi (Duits (verouderd): Drei Pleven) was een historisch territorium dat bestond uit drie gemeenten, waar eenentwintig dorpen onder vielen, aan de overzijde van het Comomeer. De drie pievi waren:
- Dongo
- Sorico
- Gravedona

Het gebied behoorde sinds de vroege middeleeuwen tot de stad Como, dat vanaf 1335 onder het hertogdom Milaan viel. In 1512 sloten de gemeenten zich aan bij de Drie Bonden, de voorloper van het Zwitserse kanton Graubünden, nadat deze de steden Chiavenna, Valtellina en Bormio op het hertogdom Milaan hadden veroverd. De Tre Pievi werden vervolgens door een door de Drie Bonden speciaal aangestelde Amtmann bestuurd.
Na de nederlaag van de Zwitsers tegen de Fransen in de Slag bij Marignano in 1515 verklaarden de drie gebieden dat ze weer onderdeel van het hertogdom Milaan wilden uitmaken. De Drie Bonden erkenden de afscheiding van deze gebieden niet en bezetten de drie gemeenten opnieuw, op het zuidelijke deel rond Dongo en de vesting Musso na, waar de Drie Bonden hun heerschappij niet meer konden handhaven. In de Eeuwige Vrede, die Frankrijk en de Zwitsers (waaronder de Drie Bonden) na de slag sloten, werden de Tre Pievi niet genoemd, waarna de koning van Frankrijk, in zijn functie van hertog van Milaan, vanaf 1519 het gebied opeiste.
Toen de Reformatie de Drie Bonden bereikte, ontstond er een scherp conflict tussen katholieken en protestanten. De katholieke dorpen binnen de Drie Bonden zagen de Tre Pievi liever in de handen van het hertogdom Milaan overgaan, dan dat de Reformatie zich ook daar vrijelijk kon verspreiden. De Milanese stadhouder van Musso greep de gelegenheid aan om de steden Sorico en Gravedona te bezetten. Hij wist ook de strategisch belangrijke monding van de rivier de Adda in het Comomeer in handen te krijgen.
Dit was de aanloop tot de zogeheten Musso-oorlog. De Drie Bonden moesten in 1526 de Tre Pievi uiteindelijk prijsgeven, waarna het gebied weer onderdeel werd van het hertogdom Milaan.